# Иверсен, Болетт
Болетт Нюванг Иверсен (дат. Bolette Margrethe Nyvang Iversen; род. 11 августа 1997) — датская гребчиха на байдарках, призёр чемпионатов мира и Европы, бронзовый призёр III Европейских игр 2023 года. Участница летних Олимпийских игр 2020 года.

## Карьера
На чемпионате Европы 2021 года в Польше в составе датской четвёрки байдарочниц стала обладателем бронзовой медали на дистанции 500 метров.
В 2021 году приняла участие в соревнованиях на летних Олимпийских играх, которые прошли в Токио. В заездах байдарок-двоек на дистанции 500 метров не смогла квалифицироваться в полуфинал. В четвёрках в составе датской команды квалифицировались в финал а и заняли итоговое восьмое место.
В 2022 году на чемпионате Европы, который прошёл в Мюнхене, Болетт завоевала серебряную медаль на дистанции 500 метров в байдарках-четвёрках. В 2023 году выступила на III Европейских играх и завоевала бронзу в составе датской четвёрки.
В 2024 году на чемпионате Европы в Сегеде датская гребчиха завоевала бронзу в одиночках на дистанции 200 метров.
В Самарканде, на чемпионате мира 2024 года, который состоялся сразу же после Олимпийских игр, Иверсен в байдарках-одиночках на дистанции 200 метров завоевала бронзовую медаль.